# Dispensa (architettura)

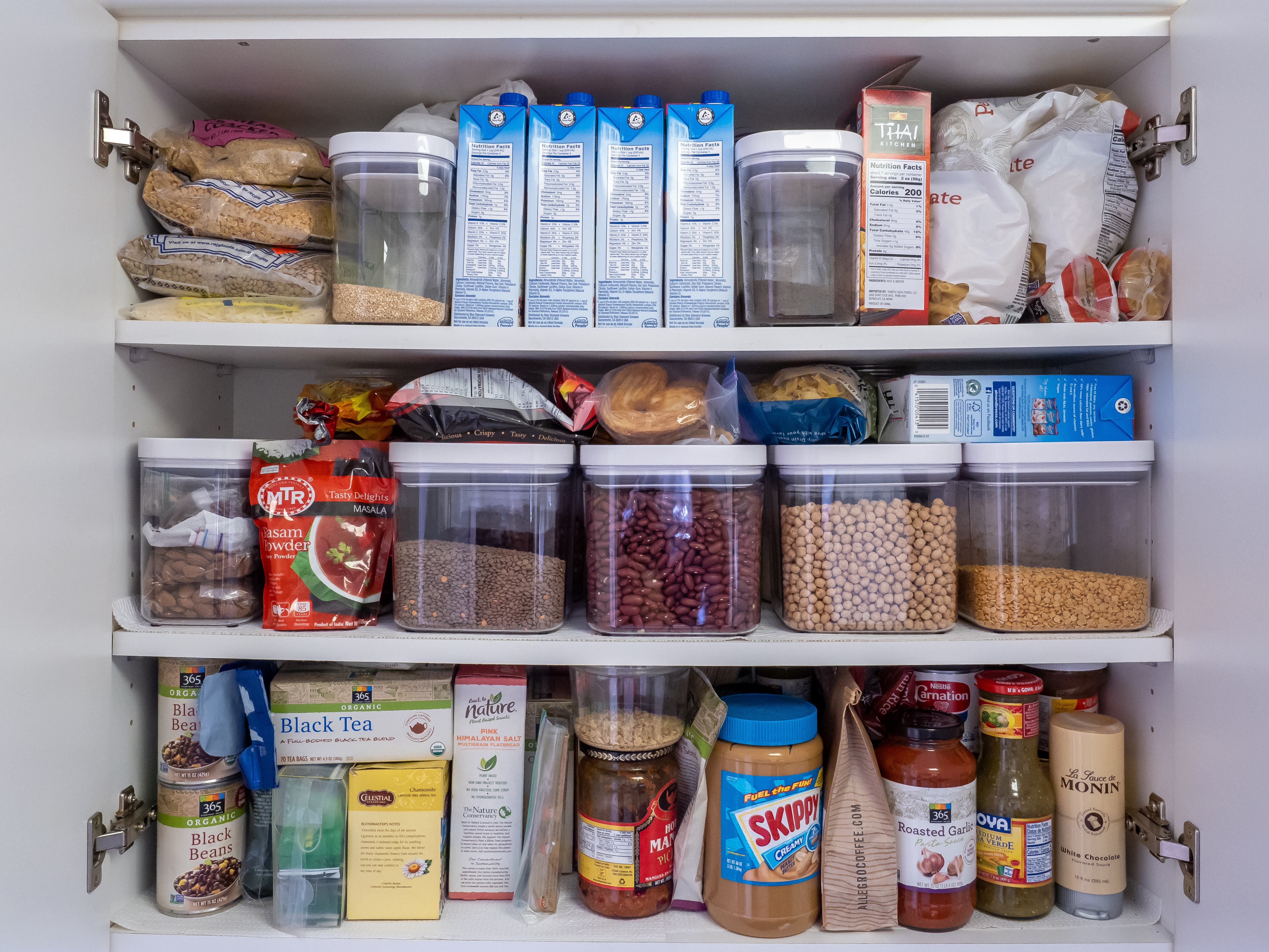
Un moderno mobile dispensa

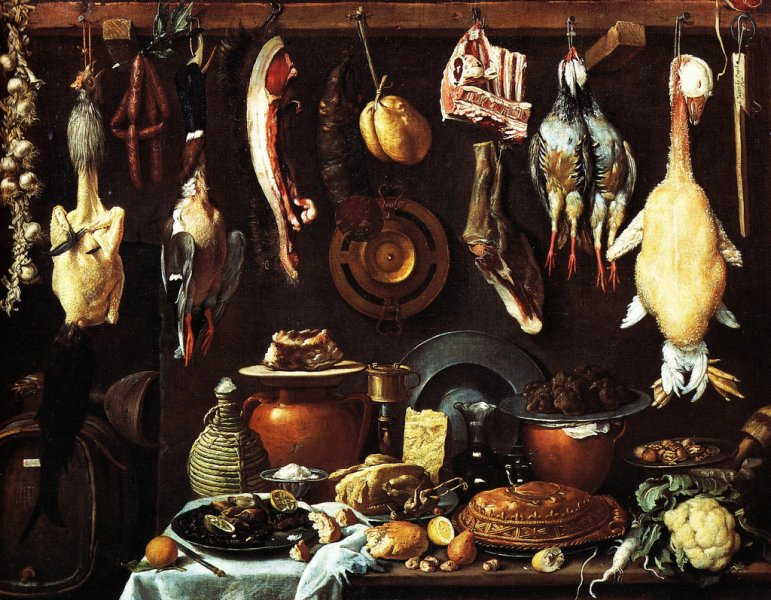
Jacopo da Empoli Dispensa con trancio di cinghiale, pasticcio e anatra (1624)

La dispensa è il mobile o ambiente destinato alla conservazione delle provviste alimentari. Nelle abitazioni può essere un mobile della cucina o un piccolo locale attiguo alla cucina, nei ristoranti o esercizi commerciali simili sono appositi locali in cui sono conservati gli alimenti deperibili che non necessitano di refrigerazione.
La presenza nelle case di ambienti dedicati alla conservazione degli alimenti è attestata fin dall'epoca romana, nelle case romane era infatti destinata alla conservazione degli alimenti la cella penaria situata nei pressi delle cucine. Fino alla scoperta di metodi di conservazione del cibo più moderni le tecniche di conservazione tradizionali erano salagione, essiccazione, affumicatura e fermentazione e gli alimenti erano conservati in appositi contenitori per proteggerli da insetti e roditori e dalla luce, i salumi e gli insaccati erano appesi al soffitto. L'areazione dell'ambiente rivestiva grande importanza. 
I contenitori erano principalmente in ceramica, si parla infatti di "ceramiche da dispensa" come Dolium, olle, anfore, anforette, orci, mezzine, brocche ecc. adatte allo stoccaggio e al trasporto e distinte dalle ceramiche da cucina o da tavola. In seguito la ceramica è stata affiancata o rimpiazzata da contenitori in vetro, in metallo e da ceste.
A volte nel locale dedicato alla conservazione del cibo si trovavano degli armadi, a volte anche di piccole dimensioni, protetti da una fitta rete metallica e chiamati moscaiola, moscarola o moscherola a seconda dell'area geografica.

## Locali pubblici
I regolamenti igienico sanitari forniscono prescrizioni sugli ambienti di conservazione degli alimenti, stabiliscono ad esempio che gli ambienti non devono essere accessibili al pubblico, le loro superfici devono essere lavabili, non vi deve essere effettuata manipolazione degli alimenti ecc.